# Andersonove Konstitucije
Konstitucije slobodnih zidara; koje sadrži povijest, dužnosti, propise itd. tog najdrevnijeg i najčasnijeg bratstva. Za korištenje ložama. London. U slobodnozidarskoj godini 5723., godine gospodnje 1723. (engl. The Constitutions of the Free-Masons; containing the History, Charges, Regulations, &c. of that Most Ancient and Right Worshipful Fraternity. For the Use of the Lodges. London. In the year of Masonry 5723, Anno Domini 1723.), najpoznatije kao Andersonove Konstitucije (Anderson's Constitutions), smatraju se jednim od temeljnih tekstova za modernu praksu i organizaciju slobodnog zidarstva, spajajući povijesne mitove, filozofske principe i operativne smjernice. Objavljene su 1723. godine na poticaj Velike lože Londona, prve velike lože osnovane 1717. godine.
Konstitucije su kasnije prevedene na nizozemski (1736.), njemački (1741.) i francuski jezik (1745.).

## Povijest
Ove konstitucije nastale su 1721. godine na poticaj tadašnjeg velikog majstora Velike lože Londona. Prvu verziju napisao je prezbiterijanski pastor James Anderson – čije je ime kasnije povijesno povezano s ovim dokumentom – u suradnji s hugenotom Jeanom Theophileom Desaguliersom. Cilj im je bio regulirati različite, često neskladne, tradicionalne prakse unutar Velike lože Londona i Westminstera, osnovane 1717. godine.
Anderson je bio svećenik prezbiterijanske crkve u Swallow Streetu u Londonu, koja je nekada bila hugenotska crkva, a jedan od njezina četiri đakona bio je Desaguliersov otac. U vrijeme susreta s Desaguliersom, Anderson se navodno predstavljao kao poznavatelj Talmuda. Kao nagradu za svoj rad dobio je autorska prava na djelo. No, na njegovo razočaranje, s vremenom su objavljene skraćene džepne verzije nad kojima nije imao nikakvu kontrolu, niti je od njih imao financijsku korist.
Tekst je u prosincu 1721. pregledala komisija od četrnaest "učenih članova", koja je dala svoju potvrdu u ožujku 1722. godine. Knjiga je objavljena 1723. godine te je za svoje vrijeme odražavala iznimnu vjersku toleranciju. Međutim, s vremenom je doživjela nekoliko revizija, od kojih je najznačajnija bila ona iz 1813. godine. Te je godine osnovana Ujedinjena velika loža Engleske, čime je okončan raskol između dviju frakcija engleskog slobodnog zidarstva – "Modernih" i "Drevnih". Neki su slobodni zidari smatrali da su te promjene donijele veći dogmatizam, posebice u vezi s obveznim priznavanjem postojanja objavljenog Boga, čime su ateisti i agnostici praktički isključeni iz bratstva.
Prvu verziju Konstitucije je 1734. godine ponovno tiskao Benjamin Franklin u Philadelphiji, iste godine kada je izabran za velikog majstora Velike lože Pennsylvanije. Godine 1738.  tekst Konstitucije je proširen, ažuriran i ponovno objavljen.
Iako francusko slobodno zidarstvo nije koristilo Andersonove Konstitucije kao "svetu knjigu" sve do druge polovice 20. stoljeća, pojedine francuske nadležnosti i danas ih smatraju svojim duhovnim naslijeđem. Na širem europskom kontinentu, mnogi slobodni zidari ovaj dokument promatraju kao temeljni tekst, dok ih britanski slobodni zidari često vide samo kao prvi korak prema kasnijim konstitucijama iz 1813. godine. Ova razlika u percepciji proizlazi iz različitih interpretacija prirode i sadržaja teksta. Najkontroverzniji dio nalazi se u poglavlju O Bogu i religiji, unutar sekcije Dužnosti, gdje stoji:
Kontroverza se odnosi na izraz "glupi ateist": je li riječ o vrijednosnoj osudi (kojom bi se ateisti proglasili nesposobnima za članstvo u slobodnom zidarstvu), ili pak o formulaciji koja implicira tolerantniji stav, ostavljajući mogućnost za prihvaćanje "neglupih" ateista? Bez obzira na ove rasprave, povijesne činjenice pokazuju da su militantni ateisti, poput Martina Folkesa, zauzimali važne položaje u prvoj Velikoj loži, baš kao i notorni libertini poput Philipa Whartona.
S druge strane, Drevna velika loža Engleske (osnovana u Engleskoj 1751.), zajedno s Velikom ložom Škotske i Velikom ložom Irske, smatrala je da su Andersonove Konstitucije i Velika loža Londona ("Moderni") prekinuli s drevnim međašima.

## Sadržaj
Andersonove Konstitucije sastoje se od četiri dijela:

### I. dio:Povijest
Ovaj dio sadrži 48 paragrafa (iako su neki dijelovi izgubljeni, a neki se ponavljaju u izvornom tekstu) te opisuje legendarnu povijest slobodnog zidarstva sve do osnivanja Velike lože Londona i Westminstera 1717. godine i izbora njezinih prvih velikih majstora.

### II. dio:Dužnosti
Poznat i kao Obveze (ovisno o prijevodu), ovaj dio sadrži moralna i običajna pravila koja se odnose na osobni karakter slobodnog zidara, život unutar lože te njihov društveni život. Podijeljen je u šest odjeljaka.

### III. dio:Opći propisi
Ove propise prvotno je sastavio izvjesni George Payne, a organizirani su u 29 članaka koji definiraju prvu masonsku veliku ložu, koju predvodi veliki majstor uz kolegij časnika. U njima su opisane njihove funkcije i način imenovanja na čelne pozicije unutar nadležnosti.
Opći propisi završavaju "Odobrenjem", dokumentom koji sadrži prvi službeni zapisnik u kojem engleske lože i njihove starješine proglašavaju vojvodu od Montagua velikim majstorom.

### IV. dio:Pjesme
Ovaj dio u stihovima ponavlja povijesni sadržaj. Sadrži četiri pjesme – jednu za majstore, jednu za nadzornike, jednu za pomoćnike i jednu za učenike – uz pripadajuće preporuke za njihovu upotrebu.
Ulomak iz pjesme posvećene majstorima:

## Vanjske poveznice
- The 1723 Constitutions